# Lijst van gewrichten
Dit is een complete lijst van gewrichten van het menselijk lichaam.
- Kaakgewricht
- Schouder
- Elleboog
- Pols
- Heiligbeen/SI-gewricht aan de onderkant van de rug
- Heupgewricht
- Knie
- Enkel
- MCP-gewricht in de handen
- MTP-gewricht in de voeten
- Costotransversaal gewricht tussen rib en wervel
- DIP-gewricht en PIP-gewricht in handen en voeten